# Модильяна
Модильяна (итал. Modigliana) —  коммуна в Италии, располагается в регионе Эмилия-Романья, подчиняется административному центру Форли-Чезена.
Население составляет 4740 человек, плотность населения составляет 47 чел./км². Занимает площадь 101 км². Почтовый индекс — 47015. Телефонный код — 0546.
Покровителем коммуны почитается святой первомученик Стефан, празднование 2 августа.